# Izsap
Izsap (szlovákul Ižop) Nagymegyer város része, 1976 előtt önálló község Szlovákiában, a Nagyszombati kerület Dunaszerdahelyi járásában.

## Fekvése
Nagymegyer központjától 3 km-re délnyugatra, a Csallóközben fekszik. Egyike a Nagymegyer várost alkotó 2 kataszteri területnek, területe 8,33 km².

## Élővilága
Izsapon egy gólyafészket és egy alátétet tartanak nyilván. 2014-ben nem volt költés. 2023-ban 3, 2024-ben 2 fiókát számoltak össze.

## Története
1321-ben Isoph formában szerepel. 1331-ben a birtok harmadát a győri káptalan szerzi meg. Izsap a középkorban a Koppán nemzetség, majd a velük rokon gróf Cseszneky család birtoka volt.
Fényes Elek szerint "Izsap, magyar falu, Komárom vmegyében, Komáromhoz 4 mfldnyire fekszik rónaságon, Győr vmegye határszélén, Csiliz vizére megy lábbal, mellyen a pozsonymegyei vizek egy része foly le a Dunába. Hogy e Csiliz vize a Csallóközt el ne öntse, az egész komárommegyei részen nagy töltés huzatott, s a Csiliz torkolatán nagy zugó készittetett, melly azonban Győr megyével közös erővel épittetett és tartatik fel. Határja 1879 4/8 holdra terjed, mellyből 23 1/8 hold belső telek, 699 2/8 h. szántóföld, 341 3/8 h. rét, 24 2/8 erdő, 36 h. mocsár, 255 4/8 h. legelő. Szántóföldje és rétje a legjobb minemüségű, a buza, árpa, zab, tengeri, burgonya és lenvetés bőven fizeti meg a magot. Szarvasmarha leginkább tenyésztetik, de ügyetlenül, valamint a mezei gazdaságot is hanyagul űzi az izsapi földmives. A határ nyugoti szélét környező Csiliz folyóban jó halászat van. 103 kath., 242 ref. lak., ref. fiók-egyházzal. F. u. gr. Zichy István, Ábrahám, Kiss, Czina, Győry, László, Fűsy, Bozóky, Tamásy, Nagy, nemes családok. Hajdan a komáromi vár urad. tartozott."
1910-ben 416, túlnyomóan magyar lakosa volt.  A trianoni békeszerződésig Komárom vármegye Csallóközi járásához tartozott.
1976-ban Nagymegyerhez csatolták.

## Képtár

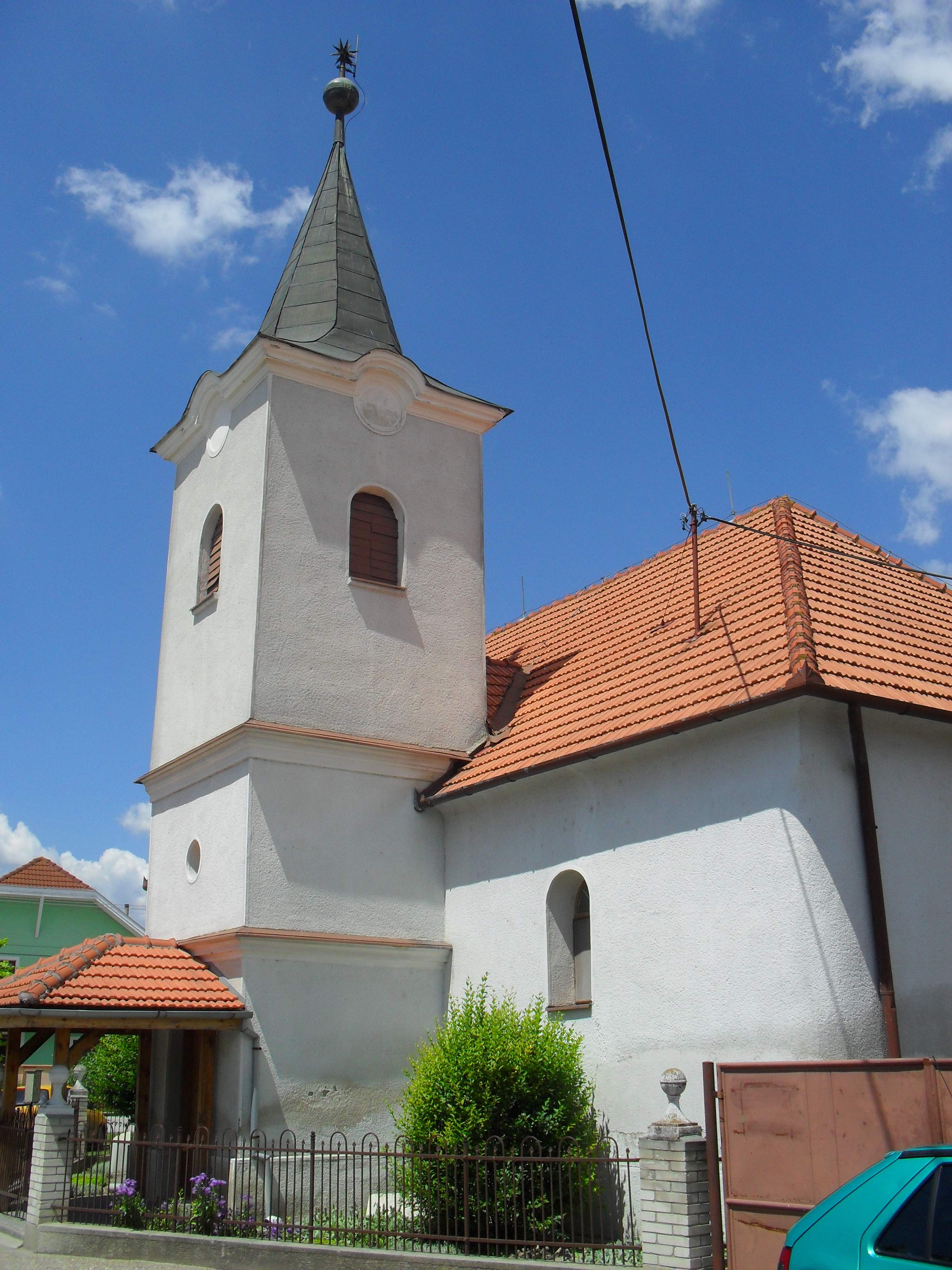
Református templom
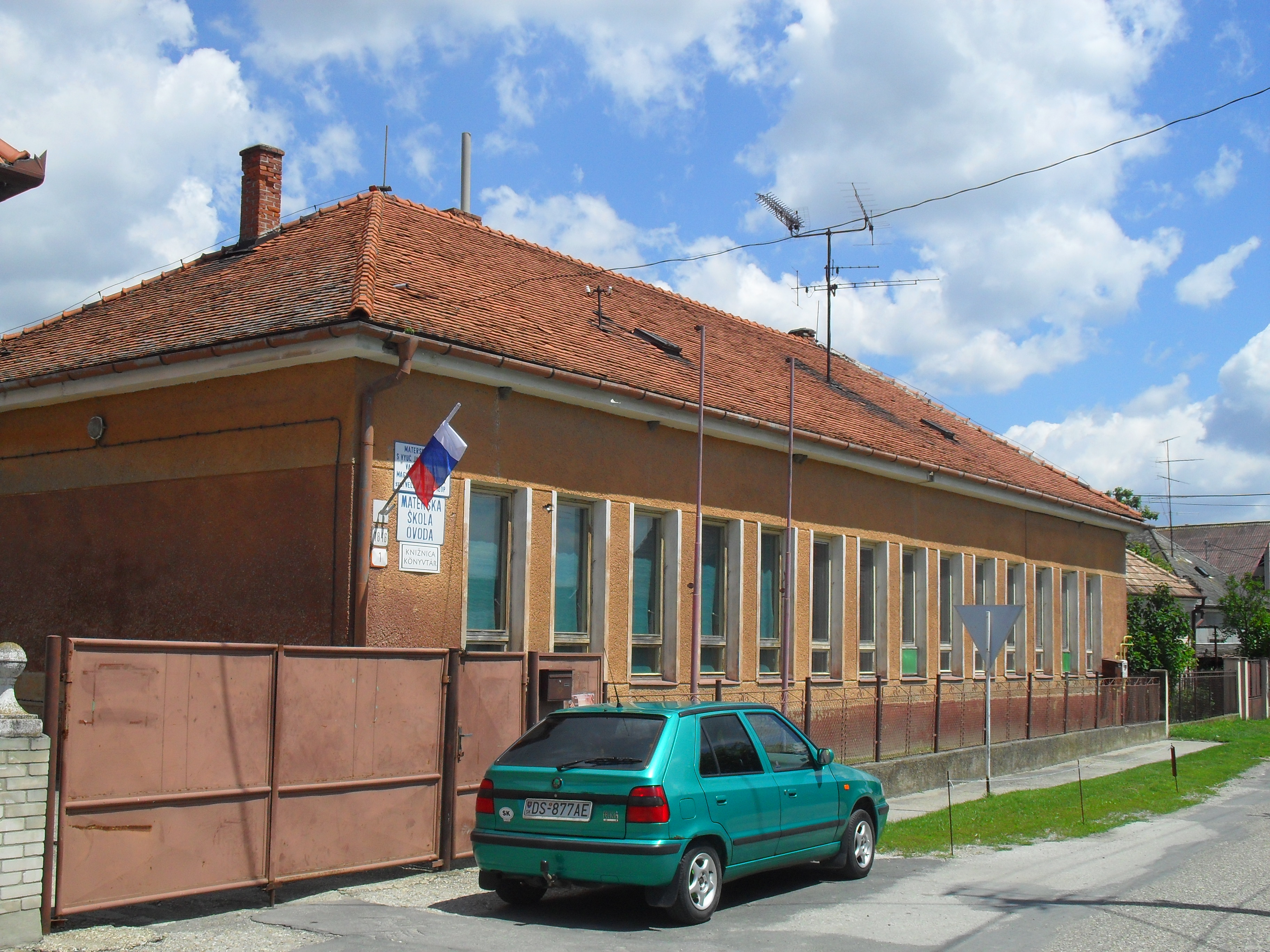
Óvoda és könyvtár
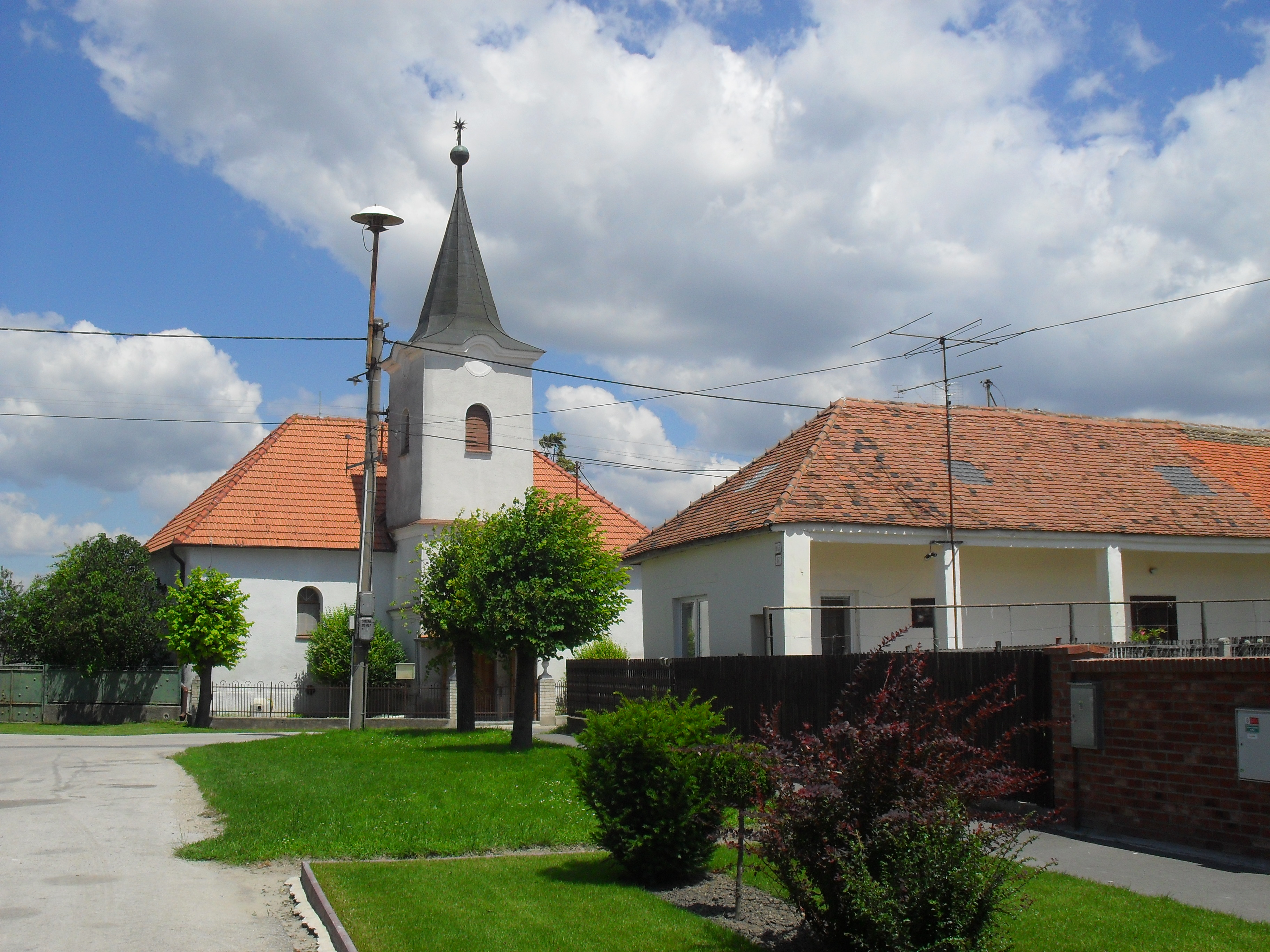
Településközpont
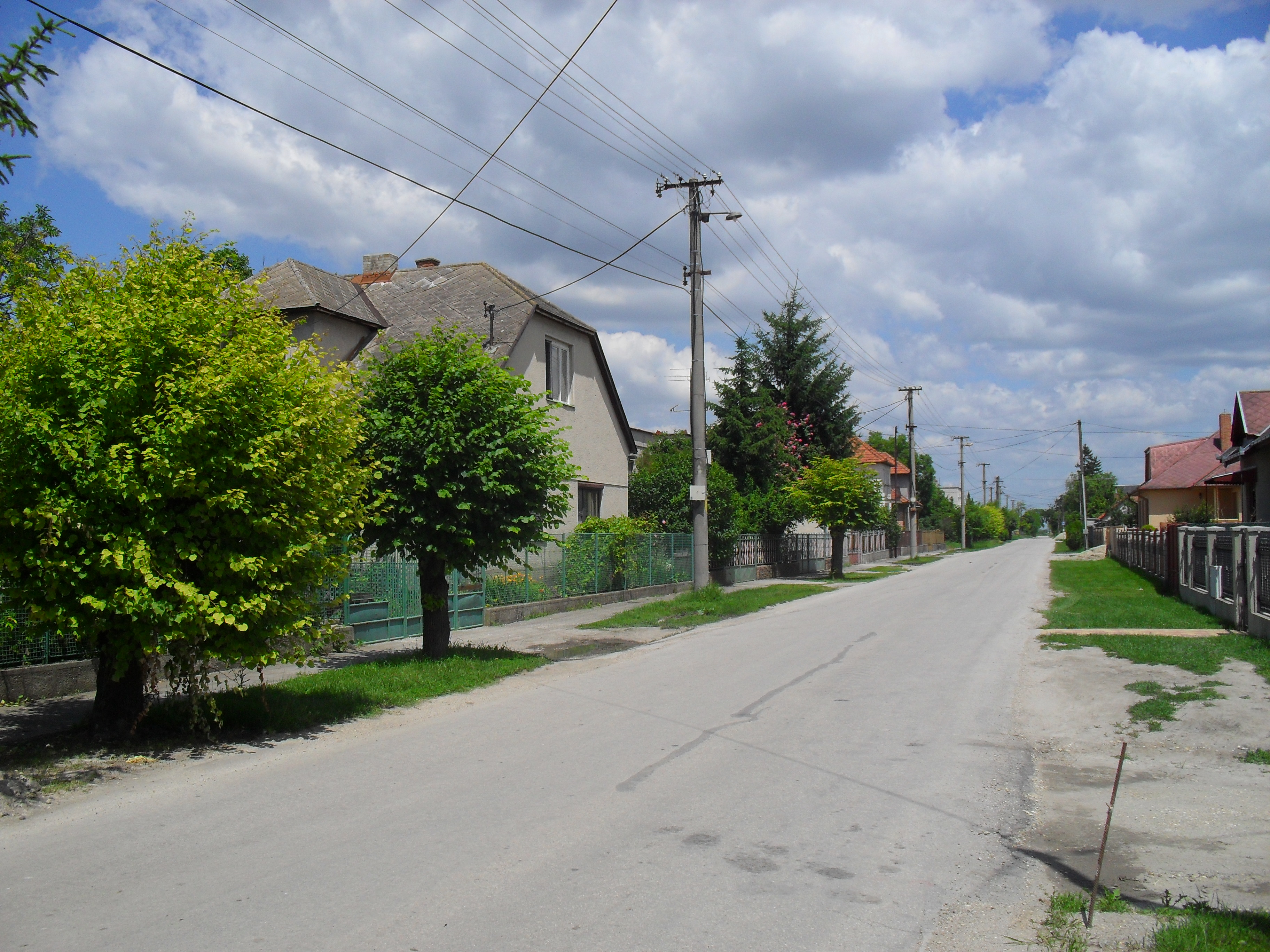
Fő utca
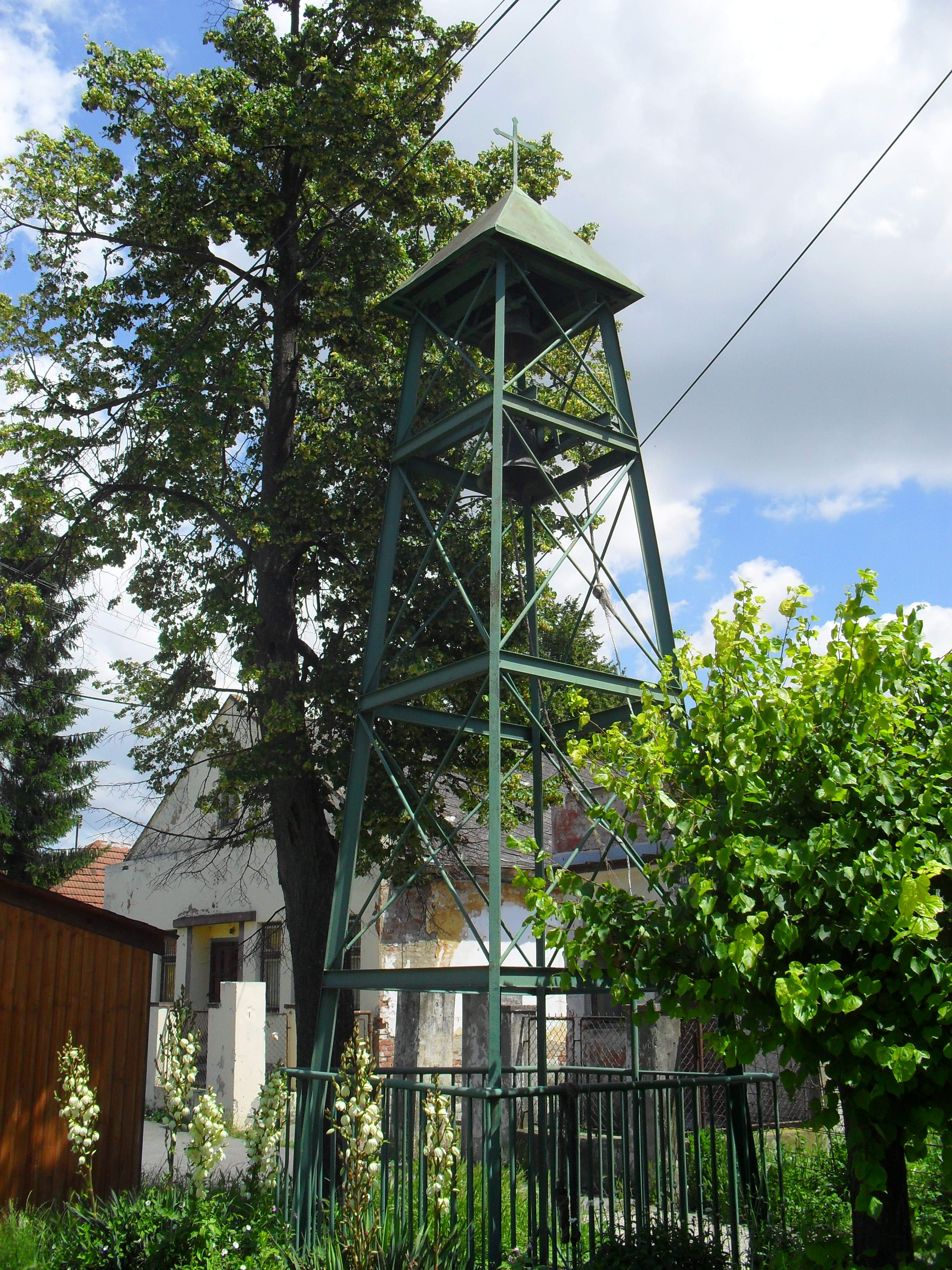
Harangláb
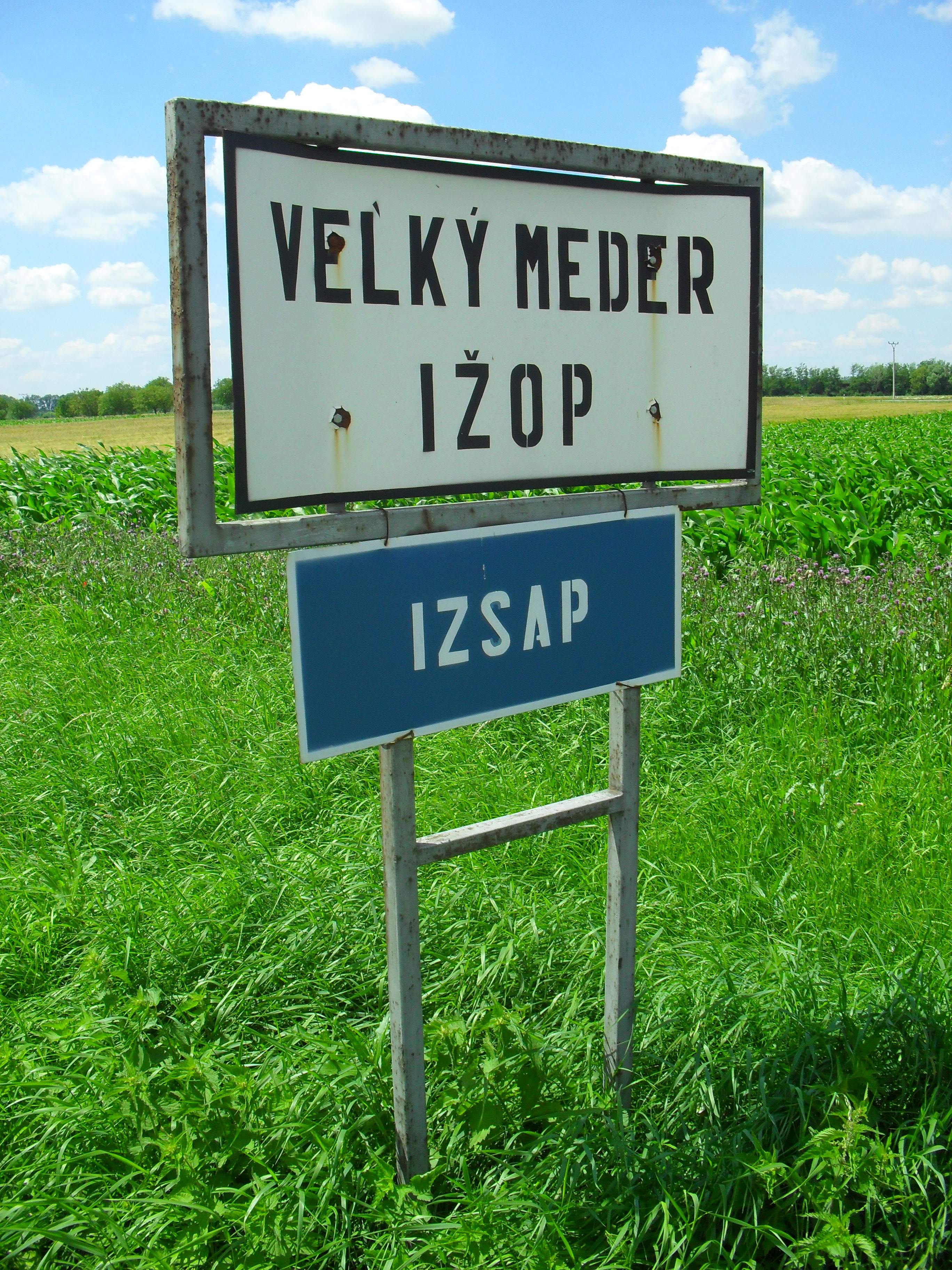
Kétnyelvű helységnévtábla
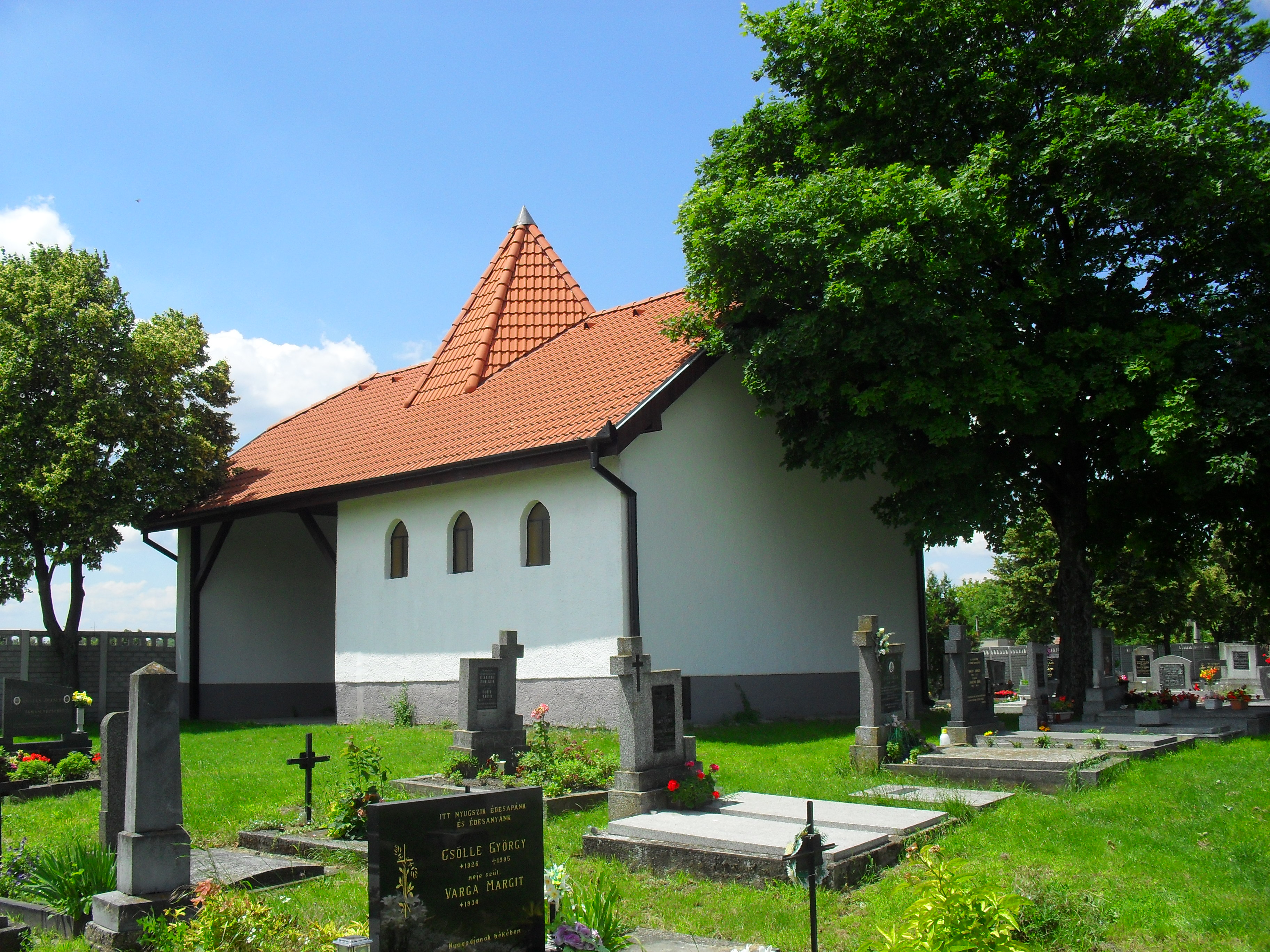
Temető
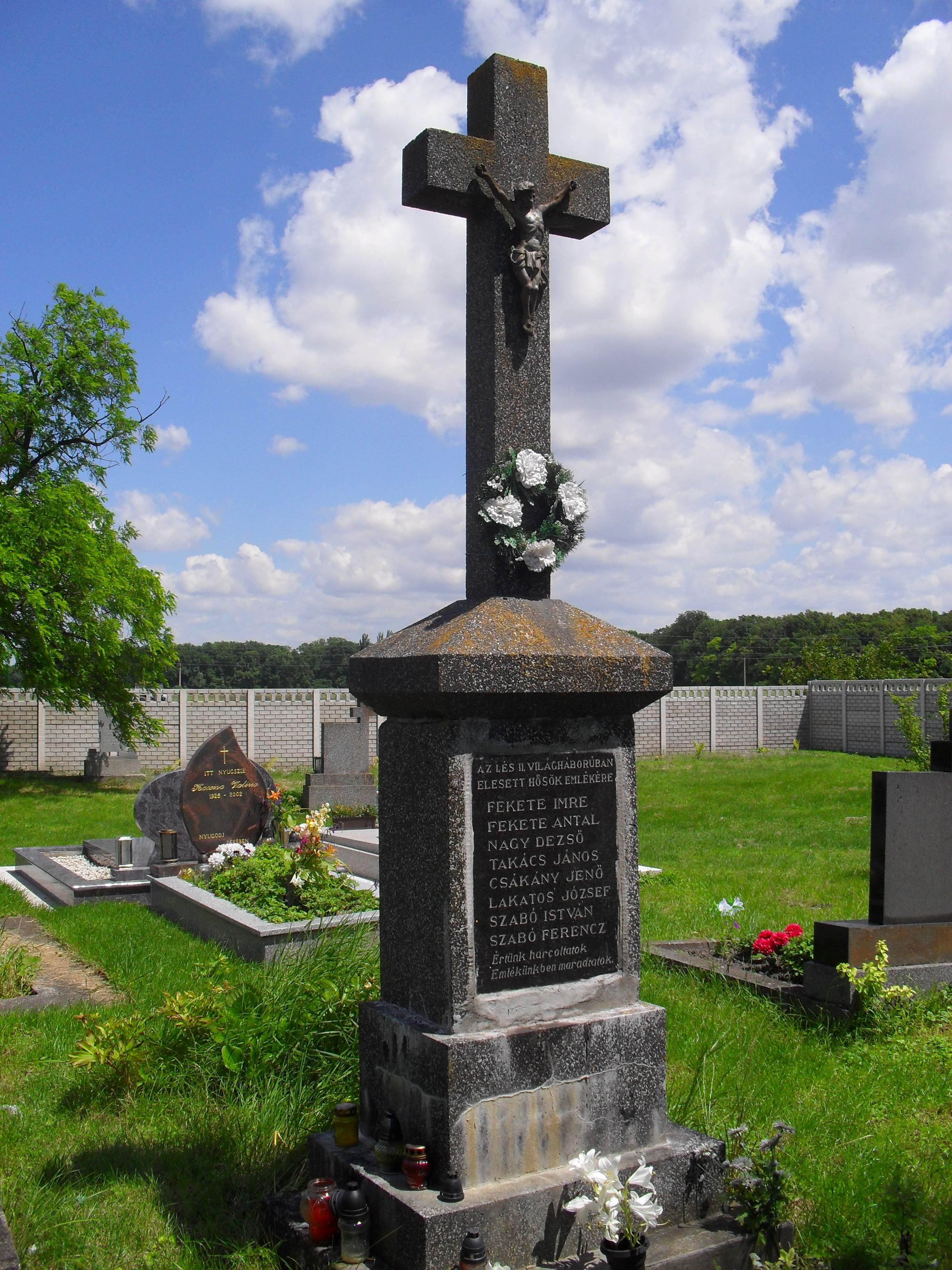
A két világháború áldozatainak emlékkeresztje
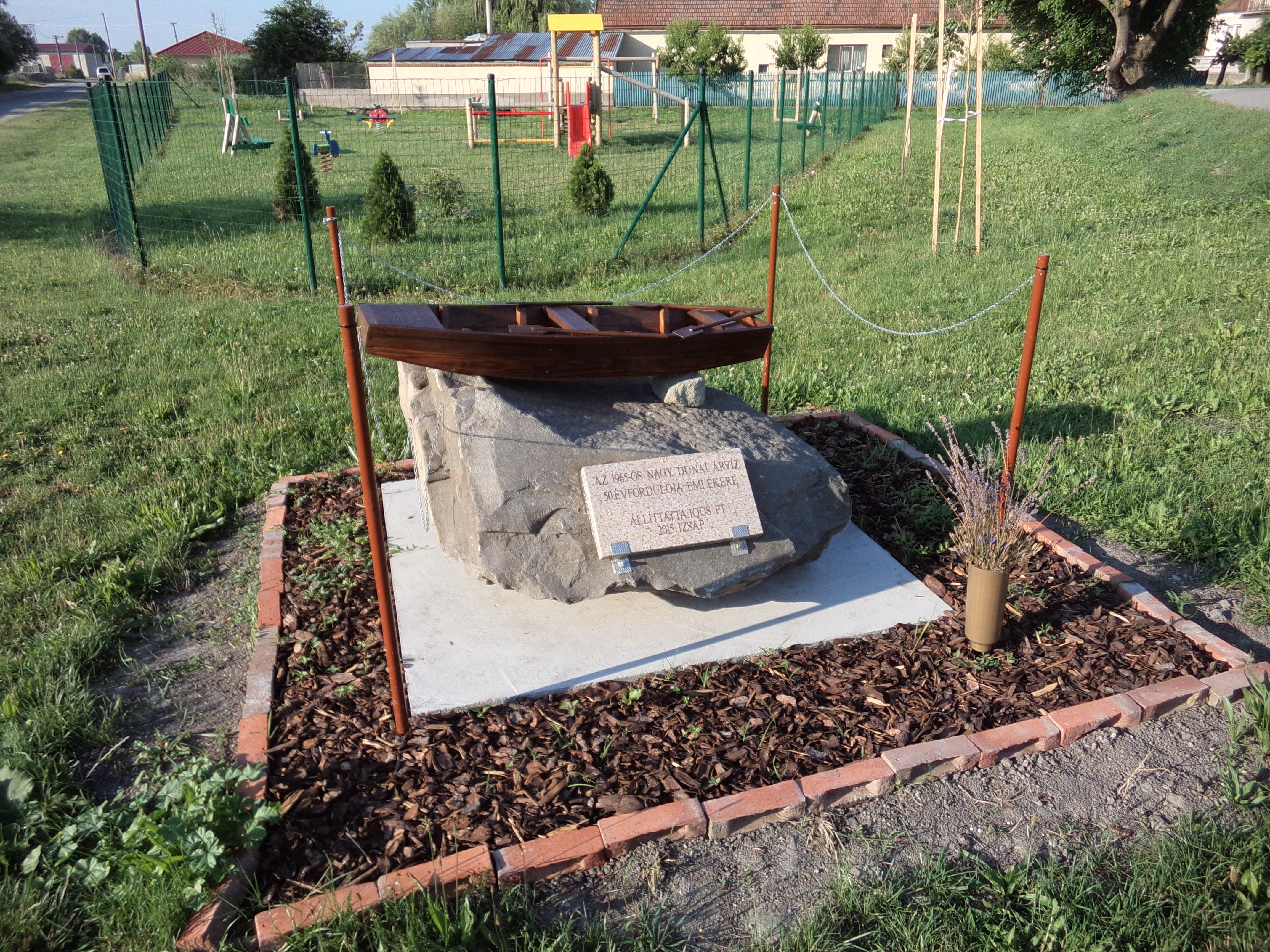

## Külső hivatkozások
- Nagymegyer hivatalos oldala
- Községinfó
- E-obce.sk Archiválva 2007. november 21-i dátummal a Wayback Machine-ben